# Verónika decide morir
Veronika decide morir -en portugués: Veronika decide morrer- es una novela del escritor Paulo Coelho publicada en 1998, diez años después de la publicación de El Alquimista.
Cuenta la historia de una joven de 24 años, llamada Veronika, que decide acabar con su vida. Tras fracasar en su intento de suicidio, es ingresada en un hospital psiquiátrico donde vive experiencias dramáticas y del que sale más abierta a la vida. 
En Veronika decide morir, Paulo Coelho revela que, entre los años 1966 y 1968, estuvo internado tres veces en una institución mental en Río de Janeiro (Brasil). La razón fue que se negó a aceptar el modelo de vida que sus padres trataban de imponerle. Lo que le diagnosticó su médico se ha hecho público recientemente: “comportamiento irregular en el colegio, rebeldía relacionada con las relaciones familiares, intereses políticos que no eran los propios de una persona sensata”. Este comportamiento, que es normal en cualquier adolescente, fue suficiente para forzar al autor a pasar por el electroshock y tratamientos químicos para “la reinserción  del individuo en la sociedad”.
Las difíciles experiencias del pasado se han transformado en la base de esta novela que indaga una cuestión fundamental que es la locura.

## Argumento
Paulo Coelho aborda, a través de sus personajes, el problema de las enfermedades mentales: depresión, esquizofrenia y síndrome de pánico.
En este libro, que transcurre en Eslovenia en 1997, Paulo Coelho  narra la experiencia de Veronika, una joven completamente normal. Es guapa, no le faltan pretendientes y tiene un buen trabajo. Su vida transcurre sin mayores sobresaltos, sin grandes alegrías ni grandes tristezas, pero no es feliz. Por eso, la mañana del 11 de noviembre, Veronika; decide morir. 
Tras fracasar en su intento de suicidio  y pasar dos semanas en terapia intensiva, su familia decide ingresarla en un hospital psiquiátrico.
Sueños y fantasías. Deseo y muerte. Locura y pasión. En su camino hacia la muerte, Veronika experimenta placeres nuevos y halla un nuevo sentido a la vida, un sentido que le había permanecido oculto hasta ahora, cuando tal vez ya sea demasiado tarde para echarse atrás.

## Personajes

### Principales
- Veronika: Una joven de 24 años de edad, decidida, con carácter y bastante segura de sí misma o por lo menos así lo creía, que cansada de las mismas cosas de siempre una y otra vez, intenta suicidarse con pastillas para dormir, ya que estaba segura de haber vivido todas las cosas buenas que la vida le podía ofrecer.

- Eduard: hijo del embajador de Yugoslavia en Brasil, de buena posición social y con todo lo necesario para lograr desenvolverse en este mundo: ganas de estudiar, facilidad para las lenguas, un exquisito gusto artístico e interés por la política, no obstante es diagnosticado de esquizofrenia por el conflicto entre su voluntad de ser pintor y las exigencias de sus padres para que fuera diplomático.

- Mari: una exitosa y respetada abogada con una hermosa familia, hijos y un esposo que la quería. Era miembro de la "fraternidad", el grupo de internados en Villete que permanecían allí a pesar de estar curados ya que preferían estar en un lugar en donde no tenían que abstenerse de hacer lo que pensaban ni que preocuparse por los problemas de la vida cotidiana. Mari tiene ataques de pánico.

### Secundarios
- Dr. Igor: director de la institución Villete. Realiza un experimento para eliminar el Vitriolo o bien la amargura del cuerpo por medio del cual concluye en su tesis que el temor a la muerte nos hace revalorar nuestra vida impulsándonos a vivir plenamente y a agradecer cada uno de los días en que despertemos con vida, y además que el efecto es contagioso.

- Zedka: una mujer de 34 años de edad que tenía un privilegiado hogar, dos hijos, un esposo con un salario suficiente como para que ella no tuviera la necesidad de trabajar, pero que entra en Villete a causa de su depresión.

## Publicación
Para la publicación de Veronika decide morir, el periódico británico The Sunday Telegraph publicó un artículo, de 4 páginas, en el que el escritor brasileño describía su experiencia con las internaciones, los choques eléctricos y la sociedad brasileña. El artículo fue traducido y publicado en varios periódicos de todo el mundo.
El libro vendió más de 2 millones de copias en los 31 idiomas en los que fue publicado inicialmente (1998-2000).
Veronika decide morir se publicó en agosto de 1998. En septiembre, el escritor había recibido más de 1.200 correos electrónicos y cartas que le contaban experiencias semejantes. En octubre del mismo año, algunos de los temas tratados en el libro –depresión, síndrome de pánico, suicidio–  fueron discutidos en un seminario que tuvo repercusión nacional. El 22 de enero de 1999, el senador Eduardo Suplicy, al leer fragmentos del libro en una sesión plenaria, consiguió aprobar una ley que andaba dando vueltas por el Congreso de Brasil desde hacía 10 años, la cual prohíbe las internaciones arbitrarias.

### En Argentina
La participación, en abril de 1999, de Paulo Coelho en la Feria Internacional del Libro de Buenos Aires para el lanzamiento de Veronika decide morir fue absolutamente histórica y sin precedentes. Todos los medios nacionales coincidieron en subrayar que fue el escritor con mayor poder de convocatoria, nunca antes visto.

### En España
El libro se publica en febrero de 2000. Para la promoción de la novela se organizó un evento a nivel nacional con más de 43 librerías repartidas por 23 ciudades españolas. Durante tres fines de semana, dos actores se situaban en la entrada de las tiendas participantes despertando la curiosidad de todos los que escuchaban “La muerte es lo único que hace que la vida valga la pena”. Esta acción organizada fue original y sin precedentes.
El autor realizó una conferencia en Madrid y una sesión de firmas en Barcelona.

### En Francia
En marzo de 2000, Paulo viajó a París para el lanzamiento de la edición francesa de Veronika decide morir (Veronika décide de mourir).
Paulo Coelho participa en el Salon du Livre de París con una maratón de firmas dentro de barreras metálicas, como si se tratara de una manifestación o de un viaje oficial, para autografiar ejemplares de la novela. Los seguidores del escritor tuvieron que hacer colas de más de 3 horas para poder conseguir un ejemplar firmado.
Durante este viaje recibiría la más alta condecoración de Francia: Chevalier dans l’Ordre national de la Légion d’honneur, creada en 1802 por Napoleón Bonaparte, y sólo concedida por decreto personal del presidente de la república, en ese momento, Jacques Chirac.

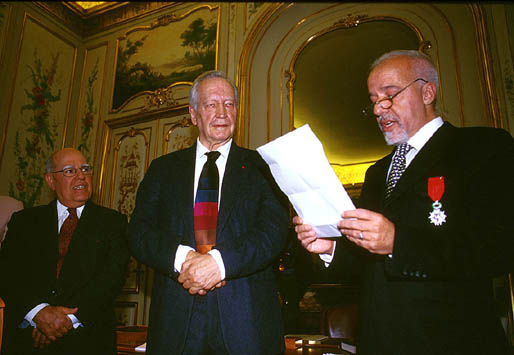
Paulo Coelho y Robert Laffont en el acto de entrega de Chevalier dans l’Ordre national de la Légion d’honneur.

El evento de entrega, celebrado el 22 de marzo de 2000 en la Embajada de Brasil en París, fue a cargo del prestigioso editor francés Robert Laffont. Laffont, en su discurso, destacó "como yo, están encantados con la extraordinaria popularidad de una obra que el presidente Jacques Chirac, al felicitarlo, ha calificado de “búsqueda filosófica”. No soy un especialista en literatura sudamericana, pero pensando en maestros como fueron Gabriel García Márquez o Jorge Luis Borges, me digo que, en su augusta estela, Francia es hoy la primera en reconocer su nuevo título de “embajador del misterio”".
A Paulo Coelho – y a los millones de parisinos y turistas que circulaban por la ciudad – le llamó la atención ver los autobuses, de la línea 87, cuyas carrocerías estaban “envueltas” con una gigantesca pegatina con su cara impresa sobre un paisaje azulado, anunciando que la novela estaba disponible en todas las librerías. Además de París, esa escena se repetía en otras catorce ciudades francesas.

## Impacto
En 1999, en el día en que era votada en el Senado de Brasil una nueva ley para regular los internamientos psiquiátricos, el senador Eduardo Suplicy pidió a Paulo Coelho que escribiera una carta con su testimonio, y las copias fueron distribuidas entre los senadores presentes. De acuerdo con un prestigioso periódico brasileño, la carta de Coelho fue fundamental para que se aprobara la ley.
Gracias al éxito internacional del libro Veronika decide morir, cuya trama transcurre en un hospital psiquiátrico, Paulo Coelho fue invitado a participar en el Tribunal Russell de Derechos Humanos, que en el año 2000 analizó el internamiento arbitrario en las instituciones mentales. El Tribunal Russell ha intervenido directamente en casos como la guerra de Vietnam, la represión política en Latinoamérica y la libertad de expresión en Alemania. Su influencia ha sido decisiva en la opinión pública. Históricamente, el papel del Tribunal ha sido siempre elogiado por políticos, intelectuales y todos los grupos que están  directamente involucrados en la lucha por la libertad de expresión.
La historia relatada en Veronika haría que volviera a tratar el asunto en 2003, cuando fue uno de los ponentes del seminario “La Protección y la Promoción de los Derechos de las Personas con Problemas de Salud Mental”, organizado por el Comité de Derechos Humanos de la Comunidad Europea.

## Traducciones
Veronika decide morir se ha publicado en 50 idiomas diferentes: afrikáans, albanés, alemán, árabe, armenio, azerí, búlgaro, catalán, coreano, croata, checo, chino (complejo), chino (simplificado), danés, eslovaco, esloveno, español, estonio, farsi, finlandés, francés, gallego, georgiano, griego, gujarati, hebreo, holandés, húngaro, indonesio, inglés, islandés, italiano, japonés, letón, lituano, macedonio, malayalam, mongol, montenegrino, noruego, polaco, portugués, rumano, ruso, serbio,  sueco, tailandés, turco, ucraniano y vietnamita.

## Inspiración
Esta novela forma parte de la trilogía que el autor tituló “Y el séptimo día”, iniciada con A orillas del Río Piedra me senté y lloré (1994) y finalizada con El demonio y la señorita Prym (2000). Según el autor “son tres libros que hablan de una semana en la vida de personas normales que se ven afrontando súbitamente el amor, la muerte y el poder”.
Paulo Coelho hizo su primera visita a Ljubljana a finales de 1995. Quedó tan impresionado con la identidad del lugar que regresaría en diversas ocasiones.  En septiembre de 1997, al lanzamiento mundial de Pilgrim, juego electrónico inspirado en la obra de Paulo Coelho, se desplazaron numerosos periodistas de todo el mundo al castillo de Vled para cubrir el evento. El articulista de Homme empezó su texto con la frase: «¿Dónde está Eslovenia?» y el autor la utilizó como recurso literario para empezar esta novela.

## Adaptaciones

### Cine
En 2005 la empresa Kadokawa Pictures produjo y distribuyó para Japón la primera adaptación del libro para la gran pantalla. Bajo el título ベロニカは死ぬことにした (Veronika wa shinukoto ni shita), cuya traducción sería Veronika ha decidido la muerte. El papel de Veronika fue protagonizado por Yoko Maki y fue dirigida por Kei Horie.
Posteriormente, llegó una nueva adaptación de este best seller. La película fue producida por Muse Productions junto con Das Filmsk, Future Films, PalmStar Media y Velvet Steamroller Entertainment. El papel de Veronika fue protagonizado por Sarah Michelle Gellar. Forman parte del elenco también los actores Jonathan Tucker, David Thewlis, Melissa Leo, Erika Christensen y Florencia Lozano. La dirección es de Emily Young y la adaptación del guion fue realizada por Larry Gross y Roberta Hanley. La película se estrenó en  2009 en los Estados Unidos.

### Teatro
A lo largo de los años, han sido varias las compañías de teatro que han realizado adaptaciones de esta novela:
1. SNG Opera and Ballet, Ljubljana, Eslovenia
2. Vanemuinte Teathre, Tartu, Estonia
3. Freehold Sutdio/ Teatre Lab, WA, Estados Unidos
4. Intandem Teheatre  Company, Inglaterra
5. Theatrul Odeon, Bucarest, Rumanía
6. The Sons of Beckett Theatre Company, CA, Estados Unidos
7. Teatro Ateneo de Valencia - La Gruta, Valencia, Carbobo, Venezuela
8. Vvvooo by Laurelann Porter. Con representaciones en Phoeniz, Arizona en Estados Unidos y Curitiba en Brasil.
9. Noches Prohibidas - Jacheline de Barros, Montevideo, Uruguay

### Música
La banda Saturnus lanzó un disco con el mismo nombre en el año 2006.
El 14 de enero de 2009, Aqua Timez lanzó su noveno sencillo: Velonica (Veronika). El título y la canción están basados en el libro.
Por último, también en 2009 la banda canadiense Billy Talent también rindió tributo al libro con su canción " Saint Veronica".

## Críticas
Veronika decide morir fue número 1 en la lista de más vendidos de los países donde se publicó. Así, rápidamente la novela recibió excelentes críticas:
"Mi libro favorito de Paulo Coelho es Veronika decide morir. Me llegó muy adentro", comentaba Umberto Eco en la revista “Focus” en 2000.
“Veronika decide morir es una oda a la vida, una historia que regala nuevamente la oportunidad de entender que cada día es un milagro. Lo recomiendo”, según la periodista y presentadora de TV chilena Cecilia Bolocco, en mayo 99. 
“Con su habitual estilo claro y sencillo, y a la vez filosófico y trascendente, Coelho propone en el libro un montón de reflexiones sobre el papel de los sueños personales, la sabiduría, la lucha de los aspectos femeninos y masculinos de la personalidad o la extraña relación entre el destino y las decisiones personales”.
Paralelamente, tal vez movidos por el impacto de las fuertes revelaciones contenidas en el libro, los periódicos y las revistas dedicaron páginas y páginas de reportajes sobre sus tres internamientos y la experiencia personal del escritor. 

## Otras ediciones
Estas ediciones incluyen un apéndice didáctico creado especialmente para la obra que proporcionan elementos de reflexión que están implícitos o explícitos en el libro. Pretenden ser una guía práctica y completa para los maestros y educadores que deseen profundizar en la reflexión que suscita la obra sobre temas como la libertad, la sexualidad o la locura y conocer los aspectos fundamentales de la singularidad literaria del autor.
            España: Material didáctico elaborado por Seve Calleja e Irene de Puig.
            Portugal: Sugestión de lectura de Rita Sousa Lopes
            Brasil:  Guia didáctica de lectura elaborada por Geraldo Brandão.